# Miraj Khalid
Malik Miraj Khalid ou Meraj Khalid (en ourdou : معراج خالد), né le 20 septembre 1916 à Lahore et mort le 13 juin 2003 dans la même ville, est un homme d'État pakistanais. Membre fondateur du Parti du peuple pakistanais, il a surtout été deux fois président de l'Assemblée nationale et Premier ministre du pays par intérim du 5 novembre 1996 au 17 février 1997.
Originaire d'une zone rurale proche de Lahore, Miraj Khalid fait des études de droit puis entre en politique durant les années 1960 sous le régime de Muhammad Ayub Khan. Alors que ce dernier est contesté, il rejoint le Parti du peuple pakistanais de Zulfikar Ali Bhutto puis devient ministre fédéral sous son gouvernement. Il est ensuite deux fois président de l'Assemblée nationale en 1977 puis de 1988 à 1990. Il a enfin été brièvement Premier ministre par intérim à la suite d’une crise politique. 

## Jeunesse et études
Malik Miraj Khalid est né le 20 septembre 1916 dans un village proche de Lahore et Kot Radha Kishan, à l'époque situé dans le Raj britannique, et aujourd'hui situé dans la province pakistanaise du Pendjab, dans le district de Kasur. Il fait ses études au sein du Islamia College de Lahore et obtient un diplôme en droit (Bachelor of Laws) en 1944 puis un Associate degree et il finit son enseignement supérieur en 1948. 
Durant les années 1960, il fait du travail communautaire au sein de son village natal en aidant à l’alphabétisation. Il établit aussi un comité pour promouvoir le pendjabi, la langue provinciale. Miraj Khalid a été marié et a eu un fils adopté.

## Carrière politique

### Député
Malik Miraj Khalid commence sa carrière dans les années 1960 en se rapprochant de la Convention de la ligue musulmane, une formation politique soutenant le président Muhammad Ayub Khan, arrivé au pouvoir en 1958 à la suite d'un coup d’État militaire. Il est élu en 1965 député de l'assemblée provinciale du Pakistan occidental sous une étiquette indépendante, alors que les partis politiques sont bannis des élections. Alors que le pouvoir du président Ayub Khan est contesté par un mouvement populaire à la fin des années 1960, Miraj Khalid quitte la Convention en 1968 puis rejoint le Parti du peuple pakistanais (PPP) en se rapprochant de son fondateur Zulfikar Ali Bhutto, ministre des affaires étrangères démissionnaire d'Ayub Khan. Il est élu sous cette étiquette lors des élections législatives de 1970.

### Ministre fédéral et ministre en chef du Pendjab

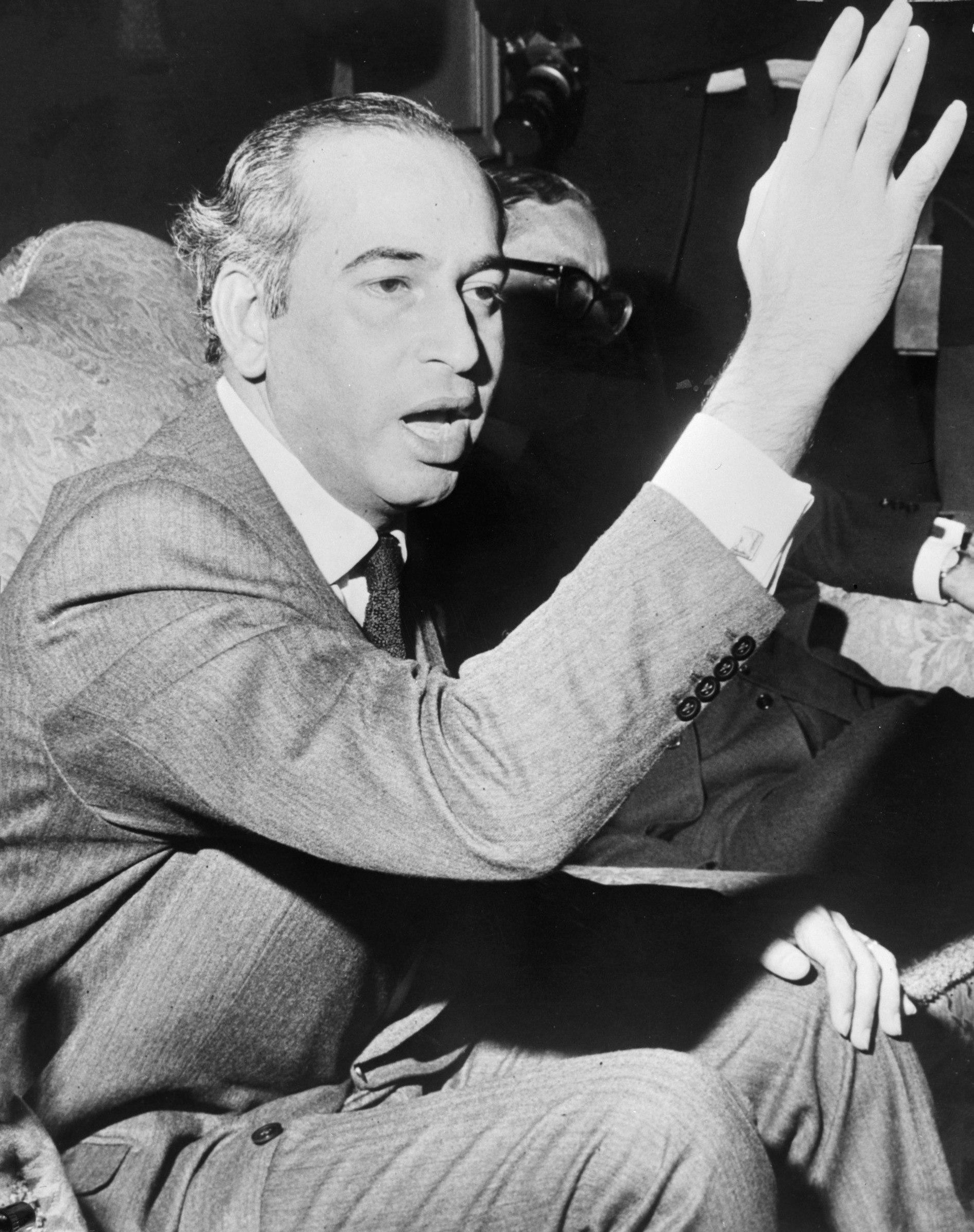
Zulfikar Ali Bhutto en 1971.

Devenu proche du Premier ministre Zulfikar Ali Bhutto, il devient ministre fédéral sous son gouvernement. Il est d'abord ministre de l'agriculture, puis ministre de la justice et des affaires parlementaires et enfin ministre de la gouvernance locale, du développement rural et des affaires sociales. Il a aussi été brièvement ministre en chef du Pendjab entre 1972 et 1973, avant d'être remplacé par Ghulam Mustafa Khar,.
En 1972, il dirige la délégation pakistanaise de la conférence des ministres des affaires étrangères de l'Organisation de la coopération islamique à Jeddah, puis en 1973 il dirige la délégation de son pays à l'Assemblée générale des Nations unies. Il a aussi été président de l'association olympique du Pakistan durant quatre années, puis chef de la délégation pakistanaise aux Jeux olympiques d'été de 1976 à Montréal. 
Durant cette période, il est aussi membre du comité central exécutif du Parti du peuple pakistanais et président de la branche du parti dans le Pendjab. 

### Président de l'Assemblée nationale
Malik Miraj Khalid est de nouveau élu député de l'Assemblée nationale lors des élections législatives de 1977, qui sont ensuite contestées par l'opposition. Il est élu par les députés président de l'Assemblée nationale le 27 mars 1977. Il occupe cependant ce poste moins de quatre mois, alors que le chef de l'armée Muhammad Zia-ul-Haq prend le pouvoir à la suite d'un coup d’État et suspend la Constitution le 5 juillet 1977. 
Sous la loi martiale et durant le régime de Zia-ul-Haq, Miraj Khalid est relativement discret mais reste actif au sein du comité central exécutif du Parti du peuple pakistanais. Après la restauration du pouvoir civil, il est de nouveau élu député lors des élections législatives de 1988 qui sont gagnées par le PPP. Alors que Benazir Bhutto est investie Premier ministre, Miraj Khalid redevient dès le 3 décembre 1988 président de l'Assemblée nationale. Il n'est toutefois pas particulièrement proche de la présidente de son parti.

### Premier ministre par intérim
En 1990, alors que le gouvernement de Benazir Bhutto est démis et l'Assemblée nationale dissoute, Miraj Khalid quitte la politique nationale et retrouve la vie civile. Il aurait en effet développé d'importantes divergences avec la direction du Parti du peuple pakistanais. Il revient sur le devant de la scène politique après la démise du second gouvernement de Benazir Bhutto quand le président Farooq Leghari le nomme Premier ministre par intérim. Il occupe ce poste durant trois mois, du 5 novembre 1996 au 17 février 1997 et tente en vain une médiation entre les différents clans de son parti. Il se retire définitivement de la vie politique en 1997 et est nommé la même année recteur de l'Université islamique internationale d'Islamabad.
Miraj Khalid meurt le 13 juin 2003 à l'âge de 86 ans après avoir été hospitalisé pour de fortes fièvres. Ses funérailles ont lieu deux jours plus tard dans le parc Bagh-e-Jinnah à Lahore. Il est alors honoré par divers partis politiques et des médias comme un homme discret et simple. Le journal pakistanais Dawn le qualifie de « self-made leader » et le journal britannique The Guardian de « modèle de raison », le louant pour sa modération sous les différents régimes politiques auxquels il a participé et pour ses activités visant à réduire l'illettrisme dans sa région natale,.